# Morbecque
Morbecque (nederländska: Moerbeke) är en kommun i departementet Nord i regionen Hauts-de-France i norra Frankrike. Kommunen ligger i kantonen Hazebrouck-Sud som tillhör arrondissementet Dunkerque. År 2022 hade Morbecque 2 538 invånare.

## Befolkningsutveckling
Antalet invånare i kommunen Morbecque
| Referens: INSEE |